# 珍妮弗·赖利
珍妮弗·赖利（英語：Jennifer Reilly，1983年7月6日—），澳大利亚女子游泳运动员，主攻混合泳。她曾代表澳大利亚参加1998年、2002年和2006年英联邦运动会游泳比赛，获得一枚金牌、一枚银牌和二枚铜牌。